# Stejari și liane
Stejari și liane este un film românesc din 1984 regizat de Ion Bostan.